# Suskityrannus
Suskityrannus hazelae
Genre
Suskityrannus est un  genre fossile de dinosaure de l'ordre des théropodes ayant vécu au Crétacé supérieur en Amérique du Nord. Son unique fossile a été découvert au Nouveau-Mexique dans la formation géologique de Moreno Hill, dans un niveau stratigraphique daté du Turonien soit il y a 92 millions d'années.

## Liste d'espèces
Selon BioLib (2 mars 2020) :
- Suskityrannus hazelae Nesbitt & al., 2019 †

## Description et alimentation
Suskityrannus pouvait mesurer 3 mètres de long, environ 1 mètre de haut et peser environ 40 kilos, cependant étant juvénile, il pouvait sûrement atteindre jusqu'à 5 mètres de long et 1 tonne à l'âge adulte. Leur crâne est effilé mesurant 30 cm et leurs membres postérieurs étaient particulièrement fins ce qui lui permettait des courses rapides. Ce dinosaure était carnivore.

## Habitat
Suskityrannus a vécu dans le sud de Laramidia (continent insulaire qui existait pendant le Crétacé supérieur).

## Publication originale
- (en) Sterling J. Nesbitt, Robert K Denton, Mark A Loewen, Stephen L Brusatte, Nathan D. Smith, Alan H. Turner, James I Kirkland, Andrew T McDonald et Douglas G Wolfe, « A mid-Cretaceous tyrannosauroid and the origin of North American end-Cretaceous dinosaur assemblages », Nature Ecology and Evolution, NPG, vol. 3, no 6,‎ 6 mai 2019, p. 892-899 (ISSN 2397-334X, PMID 31061476, DOI 10.1038/S41559-019-0888-0, lire en ligne).